# Лабаз (језеро)
Лабаз (рус. Лабаз) је језеро у Русији. Налази се на територији Красноярске Покрајине. Површина језера износи 470 km².